# Mizan Zainal Abidin
Al-Wathiqu Billah Sultan Mizan Zainal Abidin ibni Almarhum Sultan Mahmud Al-Muktafi Billah Shah (* 22. ledna 1962, Kuala Terengganu) je od roku 1998 sultánem z Terengganu. V letech 2006 až 2011 sloužil jako třináctý Yang di-Pertuan Agong (král Malajsie).

## Život
Mizan Zainal Abidin se narodil v Kuala Terengganu jako nejstarší syn sultána Mahmuda a jeho druhé ženy, Fatimah Sharifah Nong Alsagoff binti Abdillah.
Dne 6. listopadu 1979 byl jmenován Korunním princem. Mezi 20. říjnem a 8. listopadem 1990 byl regentem za svého otce. Mezi lety 1990 a 1995 byl předsedou Rady pro islám a malajskou kulturu v Terengganu. Po smrti svého otce sultána Mahmuda 15. května 1998 nastoupil na trůn jako 17. sultán z Terengganu a stal se nejmladším z monarchů malajských federálních států. Korunován byl dne 4. března 1999.

### Zástupce a Yang di-Pertuan Agong
26. dubna 1999 byl jmenován zástupcem Yang di-Pertuan Agonga poté, co byl sultán Salahuddin ze Selangoru Konferencí vládců zvolen 11. Yang di-Pertuan Agongem. Mizan byl znovu jmenován zástupcem Yang di-Pertuan Agonga dne 13. prosince 2001 poté, co Konference vládců zvolila rádžu Sirajuddina z Perlisu jako 12. Yang di-Pertuan Agonga.

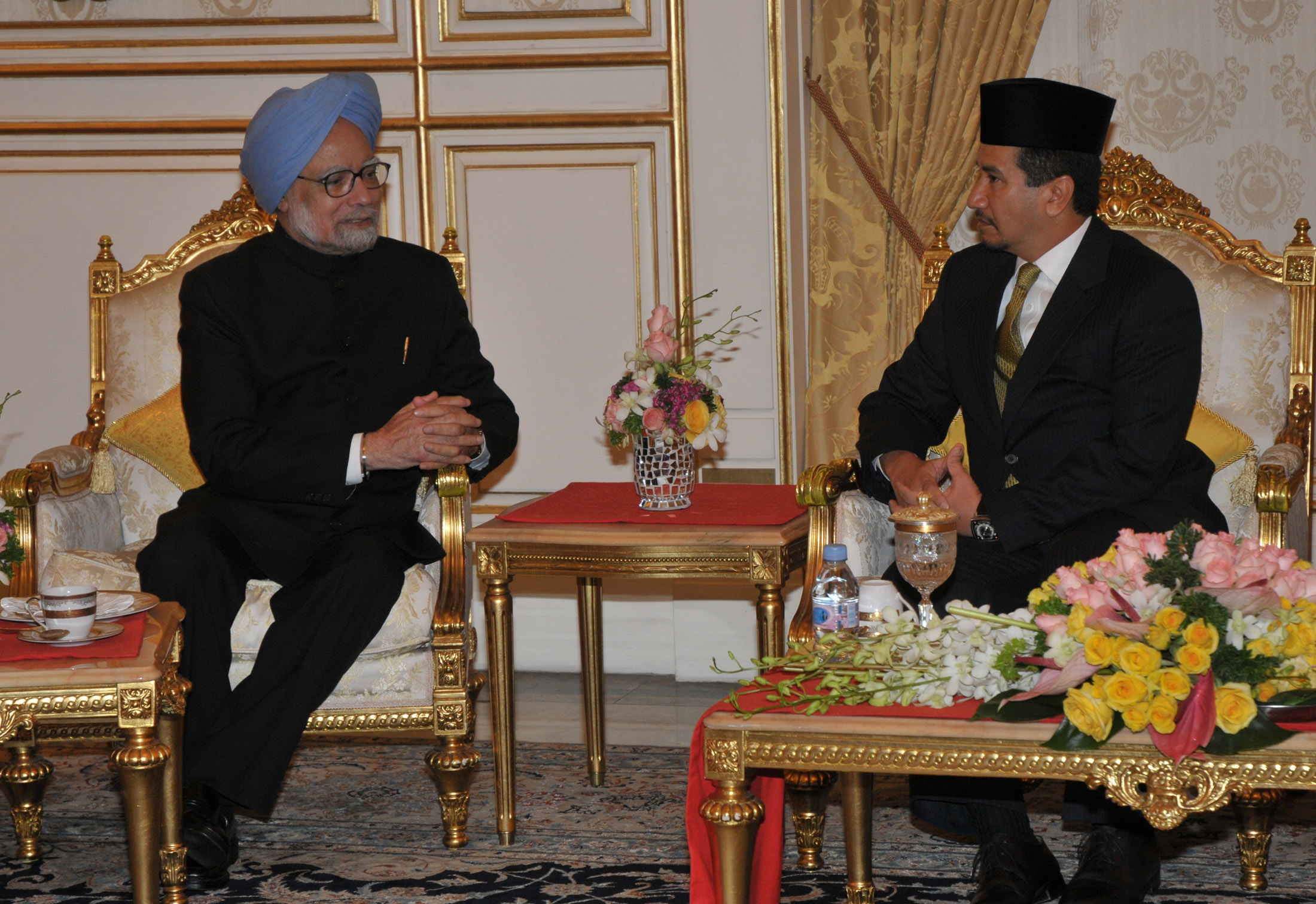
Mizan (vpravo) s indickým premiérem Manmohanem Singhem, 2010

Dne 3. listopadu 2006 byl Mizan zvolen Konferencí vládců 13. Yang di-Pertuan Agongem. Jeho pětileté funkční období začalo 13. prosince 2006.

### Osobní život
Mizan se oženil se Sultanah Nur Zahirah dne 28. března 1996 v Kuala Terengganu.
Královský pár má dva syny a dvě dcery:
- Její Výsost Tengku Nadhirah Zahrah, Tengku Puteri Utama Raja (nar. 18. prosince 1996)
- Jeho královská výsost Tengku Muhammad Ismail, korunní princ (nar. 1. března 1998)
- Jeho Výsost Tengku Muhammad Mua′az, Tengku Sri Setia Mahkota Raja (nar. 22. prosince 2000)
- Její Výsost Tengku Fatimatuz Zahra', Tengku Puteri Daulath Raja (nar. 19. dubna 2002)

Poté, co byl sultán Mizan zvolen Yang di-Pertuan Agongem, jmenoval svého syna, tehdy osmiletého Tengku Muhammada Ismaila regentem Terengganu. Kvůli jeho nízkému věku byla zavedena tříčlenná regentská rada, která za něj vykonávala jeho povinnosti. Členy rady byli Tengku Baderulzaman, mladší bratr sultána Mizana, Tengku Sulaiman Ismail, strýc sultána Mizana, a bývalý soudce federálního soudu Dato', Abdul Kadir Sulaiman.

## Vyznamenání
Byla mu uděleny následující vyznamenání:

### Vyznamenání Terengganu
- Nejvyšší královský rodový řád Terengganu: velmistr a příjemce (DKT, od 15. května 1998)
- Řád královské rodiny Terengganu: zakládající velmistr a příjemce (DKR, 6. července 2000)
- Rodinný řád Terengganu: První třída (DK I, 9. března 1981) a velmistr (od 15. května 1998)
- Řád sultána Mizana Zainala Abidina z Terengganu:
  -  Zakládající velmistr a velký společník řádu (SSMZ, 6. července 2001)
  -  Zakládající nejvyšší třída (SUMZ, 26. května 2005)
- Řád sultána Mahmuda I. z Terengganu: člen velkého společníka (SSMT, 12. února 1989) a velmistra (od 15. května 1998)
- Řád koruny Terengganu: Rytíř Grand Commander (SPMT, 6. března 1982) a velmistr (od 15. května 1998)

### Vyznamenání Malajsie
- Malajsie (jako Yang di-Pertuan Agong od 13. prosince 2006 do 12. prosince 2011):
  -  Člen (5. dubna 2017) a velmistr Nejvyššího řádu královské rodiny Malajsie (DKM) (13. prosince 2006 – 2. prosince 2011)
  -  Příjemce (27. února 1999) Nejvznešenějšího řádu koruny říše (DMN) (13. prosince 2006 – 2. prosince 2011)
  -  Velmistr Nejváženějšího řádu Obránce říše (13. prosince 2006 – 2. prosince 2011)
  -  Velmistr Nejváženějšího řádu věrnosti koruně Malajsie (13. prosince 2006 – 2. prosince 2011)
  -  Velmistr řádu za zásluhy (13. prosince 2006 – 2. prosince 2011)
  -  Velmistr význačného řádu za zásluhy (13. prosince 2006 – 2. prosince 2011)
  -  Velmistr Nejvýznačnějšího řádu věrnosti královské rodině Malajsie (13. prosince 2006 – 2. prosince 2011)
- Johor:
  -  První třída královského rodového řádu Johor (DK I)
  -  Velkokomtur rytířského řádu koruny Johor (SPMJ) – Dato' (8. dubna 1986)
  -  Korunovační medaile sultána Ibrahima (23. března 2015)
- Kedah:
  -  Člen řádu královské rodiny Kedah (DK) (21. ledna 2002)
- Kelantan:
  -  Příjemce řádu královské rodiny Kelantan (DK) (30. března 2002)
- Negeri Sembilan:
  -  Člen řádu královské rodiny Negeri Sembilan (DKNS) (19. července 2001)
- Perak:
  -  Držitel řádu královské rodiny Perak (DK)
- Perlis:
  -  Příjemce Perliského rodinného řádu galantního prince Syeda Putra Jamalullaila (DK) (28. května 1998)
- Selangor:
  -  První třída královského rodového řádu Selangor (DK) (10. dubna 2003)

### Zahraniční vyznamenání
- Brunej:
  -  Příjemce Řádu královské rodiny koruny Bruneje (DKMB) (9. března 1999)
- Chile:
  -  Velký kříž s límcem řádu za zásluhy Chile
- Francie:
  -  Velitel Národního řádu Čestné legie
- Indonésie:
  -  První třída (nebo Adipurna) Hvězdy Indonéské republiky (17. října 2011)
- Katar:
  -  Velký kordón řádu nezávislosti Kataru (13. prosince 2010)
- Thaisko:
  -  Rytíř řádu Rajamitrabhorn (9. března 2009)

## Dědictví
Několik projektů a institucí bylo pojmenováno po sultánovi, včetně:

### Vzdělávací instituce
- Institut Pendidikan Guru, Kampus Sultan Mizan v Besutu
- Politeknik Sultan Mizan Zainal Abidin v Dungunu
- SMK Tengku Mizan Zainal Abidin v Kuala Terengganu

### Budovy, mosty a silnice
- Mešita Tuanku Mizana Zainala Abidina (známá jako Železná mešita) v Putrajaye
- Stadion sultána Mizana Zainala Abidina v Kuala Terengganu
- Mešita Tengku Mizana Zainala Abidina v Kertehu
- Nemocnice Angkatan Tentera Tuanku Mizana Zainala Abidina ve Wangsa Maju, Kuala Lumpur (hlavní vojenská nemocnice)
- Jalan Tengku Mizan na Federal Route 65 v Kuala Terengganu

|                                               |                                                           |  |  |                                                           |  |  |  |  |  |  |  | 16. Sultan Ahmad Muadzam Shah II of Terengganu |
|                                               |                                                           |  |  |                                                           |  |  |  |  |  |  |  |                                                |
|                                               | 8. Sultan Zainal Abidin III of Terengganu                 |  |  |                                                           |  |  |  |  |  |  |  |                                                |
|                                               |                                                           |  |  |                                                           |  |  |  |  |  |  |  |                                                |
|                                               |                                                           |  |  | 17. Tengku Kulsum binti Sultan Muhammad Muadzam Shah      |  |  |  |  |  |  |  |                                                |
|                                               |                                                           |  |  |                                                           |  |  |  |  |  |  |  |                                                |
|                                               | 4. Sultan Ismail Nasiruddin of Terengganu                 |  |  |                                                           |  |  |  |  |  |  |  |                                                |
|                                               |                                                           |  |  |                                                           |  |  |  |  |  |  |  |                                                |
|                                               |                                                           |  |  | Encik Abdullah                                            |  |  |  |  |  |  |  |                                                |
|                                               |                                                           |  |  |                                                           |  |  |  |  |  |  |  |                                                |
|                                               | 9. Cik Maimuna binti Encik Abdullah                       |  |  |                                                           |  |  |  |  |  |  |  |                                                |
|                                               |                                                           |  |  |                                                           |  |  |  |  |  |  |  |                                                |
|                                               |                                                           |  |  |                                                           |  |  |  |  |  |  |  |                                                |
|                                               |                                                           |  |  |                                                           |  |  |  |  |  |  |  |                                                |
|                                               | 2. Sultan Mahmud of Terengganu                            |  |  |                                                           |  |  |  |  |  |  |  |                                                |
|                                               |                                                           |  |  |                                                           |  |  |  |  |  |  |  |                                                |
|                                               |                                                           |  |  | 20. Sultan Ahmad Muadzam Shah of Pahang                   |  |  |  |  |  |  |  |                                                |
|                                               |                                                           |  |  |                                                           |  |  |  |  |  |  |  |                                                |
|                                               | 10. Tengku ‘Umar bin Sultan Ahmad Muadzam Shah            |  |  |                                                           |  |  |  |  |  |  |  |                                                |
|                                               |                                                           |  |  |                                                           |  |  |  |  |  |  |  |                                                |
|                                               |                                                           |  |  | 21. Raja Badariya binti Sultan Idris Murshidul Adzam Shah |  |  |  |  |  |  |  |                                                |
|                                               |                                                           |  |  |                                                           |  |  |  |  |  |  |  |                                                |
|                                               | 5. Tengku Tengah Zahara binti Tengku ‘Umar                |  |  |                                                           |  |  |  |  |  |  |  |                                                |
|                                               |                                                           |  |  |                                                           |  |  |  |  |  |  |  |                                                |
|                                               |                                                           |  |  | 22. Engku Tun Mansur bin Maharaja Tun Ali                 |  |  |  |  |  |  |  |                                                |
|                                               |                                                           |  |  |                                                           |  |  |  |  |  |  |  |                                                |
|                                               | 11. Engku Umaiya binti Engku Tun Mansur                   |  |  |                                                           |  |  |  |  |  |  |  |                                                |
|                                               |                                                           |  |  |                                                           |  |  |  |  |  |  |  |                                                |
|                                               |                                                           |  |  | 23. Cik Wok Fatima binti Haji Abdul Ghani                 |  |  |  |  |  |  |  |                                                |
|                                               |                                                           |  |  |                                                           |  |  |  |  |  |  |  |                                                |
| '1. Sultan Mizan Zainal Abidin of Terengganu' |                                                           |  |  |                                                           |  |  |  |  |  |  |  |                                                |
|                                               |                                                           |  |  |                                                           |  |  |  |  |  |  |  |                                                |
|                                               |                                                           |  |  |                                                           |  |  |  |  |  |  |  |                                                |
|                                               |                                                           |  |  |                                                           |  |  |  |  |  |  |  |                                                |
|                                               | 12. Sayyid Salleh Al-Sagoff                               |  |  |                                                           |  |  |  |  |  |  |  |                                                |
|                                               |                                                           |  |  |                                                           |  |  |  |  |  |  |  |                                                |
|                                               |                                                           |  |  |                                                           |  |  |  |  |  |  |  |                                                |
|                                               |                                                           |  |  |                                                           |  |  |  |  |  |  |  |                                                |
|                                               | 6. Sayyid Abdillah bin Sayyid Salleh                      |  |  |                                                           |  |  |  |  |  |  |  |                                                |
|                                               |                                                           |  |  |                                                           |  |  |  |  |  |  |  |                                                |
|                                               |                                                           |  |  |                                                           |  |  |  |  |  |  |  |                                                |
|                                               |                                                           |  |  |                                                           |  |  |  |  |  |  |  |                                                |
|                                               |                                                           |  |  |                                                           |  |  |  |  |  |  |  |                                                |
|                                               |                                                           |  |  |                                                           |  |  |  |  |  |  |  |                                                |
|                                               |                                                           |  |  |                                                           |  |  |  |  |  |  |  |                                                |
|                                               |                                                           |  |  |                                                           |  |  |  |  |  |  |  |                                                |
|                                               | 3. Fatimah @ Sharifah Nong Alsagoff binti Sayyid Abdillah |  |  |                                                           |  |  |  |  |  |  |  |                                                |
|                                               |                                                           |  |  |                                                           |  |  |  |  |  |  |  |                                                |
|                                               |                                                           |  |  | 28. Sayyid Omar Al-Junied                                 |  |  |  |  |  |  |  |                                                |
|                                               |                                                           |  |  |                                                           |  |  |  |  |  |  |  |                                                |
|                                               | 14. Sayyid Abdul Rahman bin Sayyid Junied                 |  |  |                                                           |  |  |  |  |  |  |  |                                                |
|                                               |                                                           |  |  |                                                           |  |  |  |  |  |  |  |                                                |
|                                               |                                                           |  |  |                                                           |  |  |  |  |  |  |  |                                                |
|                                               |                                                           |  |  |                                                           |  |  |  |  |  |  |  |                                                |
|                                               | 7. Sharifa Aisha binti Sayyid Abdul Rahman                |  |  |                                                           |  |  |  |  |  |  |  |                                                |
|                                               |                                                           |  |  |                                                           |  |  |  |  |  |  |  |                                                |
|                                               |                                                           |  |  |                                                           |  |  |  |  |  |  |  |                                                |
|                                               |                                                           |  |  |                                                           |  |  |  |  |  |  |  |                                                |
|                                               |                                                           |  |  |                                                           |  |  |  |  |  |  |  |                                                |
|                                               |                                                           |  |  |                                                           |  |  |  |  |  |  |  |                                                |
|                                               |                                                           |  |  |                                                           |  |  |  |  |  |  |  |                                                |
|                                               |                                                           |  |  |                                                           |  |  |  |  |  |  |  |                                                |